# Rémo Gary
 (mai 2012).
Si vous disposez d'ouvrages ou d'articles de référence ou si vous connaissez des sites web de qualité traitant du thème abordé ici, merci de compléter l'article en donnant les références utiles à sa vérifiabilité et en les liant à la section « Notes et références ».
Pour les articles homonymes, voir Gary.
Rémo Gary, de son vrai nom Rémi Garraud, est un auteur-compositeur-interprète français né en 1953 à Beaujeu (Rhône).

## Biographie
Rémi Garraud est né dans une famille où musique et chanson sont pratiquées par tous : il découvre ainsi dès son plus jeune âge Brel, Brassens et Ferré, Debronckart,  entre autres. Il interrompt ses études à 18 ans et devient éducateur de rue… métier qu’il exerce durant 15 ans, tout en approfondissant sa découverte d’autres poètes... et des autres. Il enregistre ainsi en 1983 son premier vinyle (Archives).
Quatre ans plus tard, il adopte le nom d'artiste Rémo Gary et décide de se consacrer entièrement à la chanson. Il monte sur scène et est remarqué en 1990 au Printemps de Bourges. Peu après, il enregistre son premier CD intitulé « Desideratum ».
En 1996, il sort un nouvel opus intitulé « L’appel du petit large ». Dès lors, il sort un album quasiment tous les deux ans, où il allie à chaque fois, ses propres textes et des hommages à ses pairs (Gaston Couté, Ferré, Bernard Dimey ou Richepin).
En 2001, au Train-Théâtre de Portes-les-Valence, il crée avec Michèle Bernard « Les jumeaux de la nuit ».
En 2006, au festival « Chansons de Parole » de Barjac, les spectateurs ovationnent l’auteur, le poète autant que l’interprète.
Reconnaissance du public et de ses collègues en chanson … Et c’est ainsi que Francesca Solleville intègre peu après à son répertoire, la poésie de l'artiste (Le petit matin, La marge, Est-ce ça le Chemin des Dames ? ou encore Je te passe le poing dans son album « Donnez-moi la phrase »).
En 2007, Rémo Gary crée un spectacle intitulé « Même pas foutus d’être heureux » du nom du double cd-livre, dont l'illustration est faite par Tardi; le premier disque est consacré à ses textes, et le second à quinze poèmes de Jean Richepin.
Dominique Grange interprète sur son album « 1968 - 2008… N’effacez pas nos traces ! » un texte que Rémo a écrit pour l’occasion intitulé « Le sang » …
En 2016, Hélène Maurice chante une dizaine de ses chansons.
En 2019, il fait la rencontre de Dany Nicolas, musicien et chanteur québécois, qui enregistre 6 de ses chansons. 
Il est accompagné sur scène par Clélia Bressat-Blum, Joël Clément pour ses propres chansons. Pazr Nathalie Fortin pour le répertoire Debronckart.
Au hasard de rencontres artistiques,  il travaille avec Romain Didier, Frédéric Bobin, Jeanne Garraud, Anne Sylvestre ...
Rémo Gary est militant au NPA (Nouveau Parti Anticapitaliste), et est impliqué dans la vie sociale et politique.
Il a deux filles, dont une auteur-compositeur-interprète, Jeanne Garraud.

## Discographie
- Archives (30 cm autoproduit) (1983)
- Un Bizet sur la touche (K7 autoproduite) (1989)
- Desideratum (CD RG 01 / Réseau Printemps) (1989)
- L’Appel du petit large (Moby Dick / Média 7) (1996)
- La Rue du monde (Juste une Trace / AMOC) (1998)
- 14 (Juste une Trace / AMOC) (2000)
- Quand le monde aura du talent (Juste une Trace / AMOC) (2003)
- Le petit matin (Juste une trace / AMOC) (2005)
- Même pas foutus d'être heureux (double CD livre) (Juste une Trace / AMOC) (2008):

1. CD1 - Même pas foutus d’être heureux (textes Rémo Gary)
2. CD2 - Dans la rade des lits (textes Jean Richepin)

- Jeter l'encre (Poisson à tiroir) (2010) avec François Forestier et Clélia Bressat-Blum.
- La lune entre les dents (2010) (livre CD)
- Ponchon et Cie (2012) (CD livre)
- Idées reçues (2014)
- Petit Journal (2015) chroniques poético-politiques
- Rémo Gary et Cie (2017) double CD
- Voix de cailloux (2018) chansons inédites de Jacques Debronckart